# Петриналь

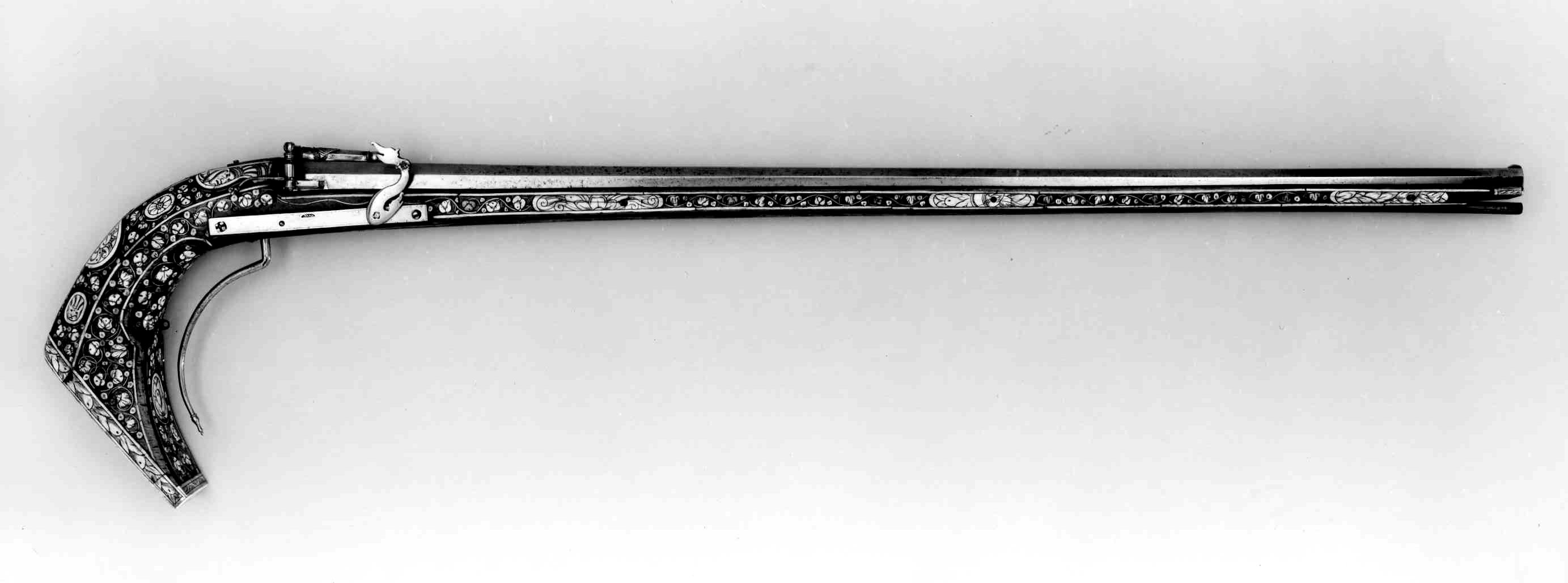
Петриналь, XVI столетия.

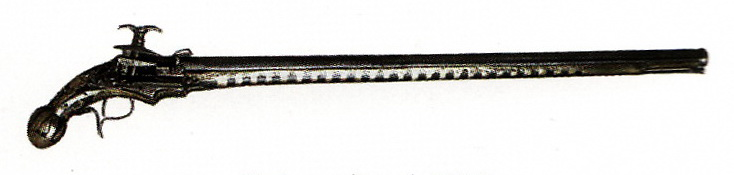
Петриналь, XVII века.

Петриналь — ручное дульнозарядное огнестрельное оружие, короткое кавалерийское ружьё XV — XVI века, в Западной и Южной Европе, на Руси (в России) имело название «Ручница».
Она стреляла каменными пулями, отсюда и получила своё название («петрос» (греч. Πέτρος) в переводе с греческого языка означает «камень»). В других источниках указано что своё название оружие (французское petrinel или poitrinal) возможно получило потому что его носили на ремне поперек груди всадника, или потому что из него стреляли от груди (французское poitrine, латинское pectus) или от испанского слова pedernal — «Кремень». Наиболее широкое распространение петринали получили в Итальянских государствах. Просуществовали они не долго, с появлением пистолетов и карабинов в XVII веке вышли из употребления.

## Устройство
Петринали представляли собой граненую болванку из мягкого железа (или круглую из меди или бронзы) высверленную изнутри. Длина ствола составляла обычно около 40 — 50 сантиметров, при диаметре канала 13 — 30 миллиметров. Ближе к казне, сбоку, высверливалось запальное отверстие и приваривалась полка для затравочного пороха. С середины XV века полка приобрела крышечку для предохранения пороха от высыпания при переноске и заимствованный от арбалета приклад. Вес этого оружия составлял от 4-х до 6-ти килограммов. Воспламенение производилось запальным шнуром через верхнее затравочное отверстие. Заряжались петринали малого калибра круглой свинцовой пулей диаметром на 1,5 миллиметра меньше диаметра ствола. Если канал был широким, то использовался круглый камешек, завернутый в тряпку.

## Стрельба
Картечью или камнями стрельба велась всего на несколько метров и пробивная сила была малой. Лучшие петринали свинцовыми пулями пробивали доспехи, но по дистанции эффективного огня уступали арбалетам, — стрельба велась никак не далее, чем на 15 метров.